# Nagyari Benedek
Nagyari Benedek, olykor Nagy-Ari formában is (?, 1611 – Kolozsvár?, 1663 vagy 1670 körül) magyar református lelkész, egyházi író, Nagyari József édesapja.

## Élete
Hazai tanulmányainak végeztével külföldre ment és 1640. október 22-én Leidenben, 1642. november 4-én Franekerában iratkozott be az egyetemre. Miután hazatért, 1643 őszén debreceni tanár lett; később pedig (1646) presbiterianus elvei miatt történt elmozdíttatásaig tállyai, 1648-tól borosjenői, 1650-től nagyváradi lelkész volt. Meggyőződése itt ismét összeütközésbe hozta az egyházi hatóságokkal, ezért 1656-ban hivatalából újra letették, sőt Szatmárott három heti fogságot is szenvedett, amelyből csak reversalis adása mellett szabadult ki. Ekkor visszanyerte egyidejűleg váradi lelkészségét is. Nagyváradnak 1660-ban történt elfoglalásakor Kolozsvárra menekült, ahol szintén kapott lelkészi állást, amelyen valószínűleg 1663-ig (Zoványi véleménye) vagy 1670 tájáig (Szinnyei adata) működött. Későbbi sorsa ismeretlen, de talán ekkor meg is halt.

## Műve
- Orthodoxus Christianus; Az az: Igaz Vallásu Keresztyen; Mellynek Nevezeti alatt, az igaz, és Isten előtt meg-igazito Hit, szerző okaival, tulajdonságival, és azokat követő szükséges dolgokkal, a szent Irás szerint úgy szem eleiben adatik és le-iratik; Hogy: A sok vélekedések között: Az egy keresztyéni vallásnak. meg-különböztetésére; A sok tettetes keresztyénségek között: Az egy igaz keresztyénségnek meg-ismerésére; A sok reménségek között: Az egy Istenben való reménségben meg-erősülésre; Akar-melly valláson lévő embernek-is nem keveset használhat. Melly, egynehány Anglus és Deák Authorokbol, öszve-szedegettetett e mostani jotul el-fajult, és az Isten kegyelmességével gonoszul élő világ fiainak serkengetésekre, s kiváltképpen az Isten beszédére meg-eső lelkeknek vigasztalásokra… Váradon. Nyomtattatott, L. D. B. I. egygyik Patronus költségével 1651.